# Beim siebten Morgengrauen
Beim siebten Morgengrauen ist ein britischer Abenteuerfilm aus dem Jahr 1964, das Lewis Gilbert nach dem 1960 erschienenen Roman The Durian Tree von Michael Keon inszenierte.

## Handlung
Der Krieg im Pazifik ist zu Ende. In Britisch-Malaya trennen sich nun die Wege von Ng, Dhana und Ferris, die gemeinsam gegen die Japaner gekämpft haben. Der Chinese Ng zieht nach Moskau, um dort seine Ausbildung abzuschließen. Dhana und Ferris bleiben in Malaya und verlieben sich ineinander. Ferris wird zu einem erfolgreichen Plantagenbesitzer, Dhana arbeitet als Lehrerin.
Um die Briten aus Malaya zu vertreiben, überziehen Kommunisten das Land mit Terror. Ferris kümmert sich allerdings nicht um Politik. Er erfährt, dass Ng der Anführer der Kommunisten ist und verspricht, dass es zu Gesprächen mit der britischen Kolonialverwaltung kommen wird. Ng, der mit den Briten nicht verhandeln will, freut sich, seinen alten Kampfgefährten wiederzusehen. 
Ferris macht die Bekanntschaft mit Candace, der Tochter des britischen Hochkommissars Trumphey. Er nimmt die Einladung zu einem Ball in der Residenz des Kommissars an. Beim Ball wird ein Attentat verübt. Eine Granate wird unter die Tanzenden geworfen. Ferris rettet Candace, indem er sie zu Boden wirft. Die Briten glauben, dass die Terroristen sich in dem Dorf versteckt halten, in dem Dhana als Lehrerin arbeitet. Ferris und Dhana protestieren gegen den Angriff der Briten, bei dem das Dorf niedergebrannt wird.
Als die Polizei auf einen anonymen Hinweis hin Granaten in Dhanas Fahrradkorb findet, wird sie verhaftet. Sie wird zum Tode verurteilt, kann aber ihr Leben retten, wenn sie oder Ferris Ngs Aufenthaltsort verraten. Beide lehnen ab. Dhana bittet Candace, sich nach ihrem Tod um Ferris zu kümmern. Candace sucht Ng auf und bietet sich ihm als Geisel an. Sie hofft, dass ihr Vater Dhana im Gegenzug freilässt. Ng versteckt Candace und macht mit Flugblättern bekannt, dass sie getötet wird, sollte Dhana nicht zu einem bestimmten Zeitpunkt freigelassen werden. 
Für Ferris ist die Freundschaft zu Ng beendet. Er bietet an, Ng aufzuspüren. Man gibt ihm zehn Tage Zeit, obwohl Dhana schon in sieben Tagen hingerichtet werden soll. Tatsächlich kann Ferris die Kommunisten finden, Ng gefangen nehmen und Candace befreien. Bei der Aktion kommt es zwischen Ng und Ferris zu einem Kampf. Als Ng Ferris zu töten droht, wird er von Candace niedergeschossen. Der sterbende Ng gesteht, dass er die Granaten in Dhanas Fahrradkorb platziert hat. 
Die Rettungsaktion kommt für Dhana jedoch zu spät. Sie wird hingerichtet. Wenig später verlässt Ferris Malaya, um nie wieder zurückzukehren. Candace gesteht ihm, dass sie ihn liebt.

## Kritik
Das Lexikon des internationalen Films bezeichnet den Film als „platte Kolportage mit politischer Holzhammertendenz, Gefühlsduselei und selbstzweckhaften Grausamkeiten“.
Die Filmzeitschrift Cinema sah in dem Film eine „olle Kalter-Krieg-Kamelle vor exotischer Kulisse“ und zog das Fazit: „Zu viel Propaganda, zu wenig Spannung.“

## Hintergrund
Der Film wurde am 24. Juni 1964 in Boston uraufgeführt. In Deutschland kam er am 23. Oktober 1964 in die Kinos.
Gedreht wurde in Malaysia.
Die Figur des Ng ist an den langjährigen Chef der KP von Malaya, Chin Peng, angelehnt, während sich die Figur der Dhana teilweise an der chinesischen Ärztin und Schriftstellerin Han Suyin orientiert. Ihr bekanntester Roman, Alle Herrlichkeit auf Erden, wurde 1955 (mit William Holden in der Hauptrolle) verfilmt.